# São João da Boa Vista (São Paulo)

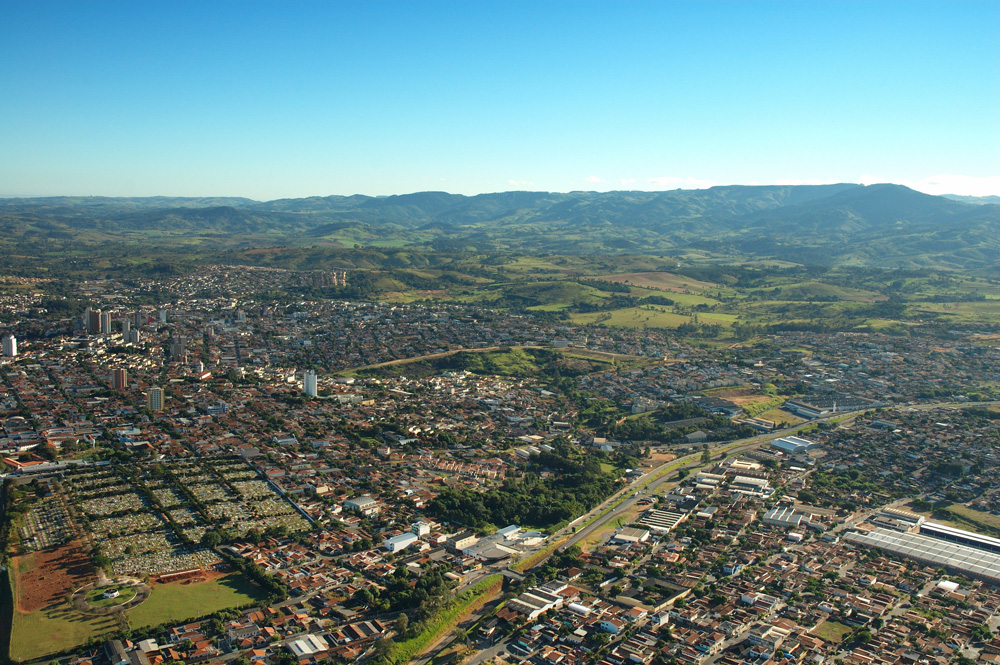
Vedere aeriană a orașului.

São João da Boa Vista  ("Sunt Ioan a Buna Vedere") este un oraș în São Paulo (SP), Brazilia.